# أزمة إيميا
أزمة إيميا (باليونانية:  Κρίση των Ιμίων)‏ (بالتركية: Kardak Krizi)‏ هي أزمة دبلوماسية وعسكرية اندلعت نتيجة الخلاف بين فرق الإنقاذ التركية واليونانية عندما جنحت سفينة شحن ترفع العلم التركي فيجن أكات على جزر إيميا الصخرية (كارداك) في 25 ديسمبر 1995 بين اليونان وتركيا. خلال تلك الأزمة التي استمرت بضعة أيام، حرك البلدان قوات عسكرية (بحرية بشكل أساسي) حول إيميا ونشرت تلك القوات، بحيث اقتربت من صراع مسلح. أخيرًا مع تدخل الناتو وخاصة الولايات المتحدة خف التوتر وسحب كلا البلدين أساطيلهما.
لقد جعل البلدين على شفا الحرب. وكانت صحيفة غراما اليونانية قد أعلنت عن الحادث للجمهور لأول مرة في 20 يناير 1996. وبعد حوالي عشر سنوات من الأحداث، ظهرت أزمة ثانية مع اقتراب الصيادين اليونانيين من المنطقة.
كان سبب الأزمة هو الصلاحية التي طالبت بها تركيا بسبب ملحق الاتفاقية الإيطالية التركية (1932) [الإنجليزية] التي حددت الحدود البحرية بين دوديكانيز الإيطالية وساحل تركيا. رفضت الحكومة التركية الملحق باعتباره باطلًا قانونيًا، لأنه لم يودع لدى عصبة الأمم في جنيف. وهذا يعني وفقًا للموقف التركي أن السيادة على عدد غير معروف من الجزر الصغيرة والجزر الصغيرة في دوديكانيسيا لا تزال غير محددة ويجب تحديدها بموجب معاهدة جديدة. على العكس من ذلك جادل الموقف اليوناني بأن الملحق المعني لا يزال صالحًا.
في الساعات الأخيرة من الأزمة فقد ثلاثة من ضباط البحرية اليونانية حياتهم عندما تحطمت المروحية التي كانوا يستقلونها في البحر. وكانت الرواية الرسمية للدولة اليونانية أن المروحية سقطت بسبب سوء الأحوال الجوية وفقدان توجيه الطيار. ولم يبلغ الجانب التركي عن وقوع إصابات.
ولم تنتصر تركيا في هذه الأزمة التي ادعت أن إيميا لها، ولا اليونان التي اضطرت لسحب جنودها. كانت الولايات المتحدة عاملاً مهمًا والجانب المنتصر. وظلت عبارة رئيس الوزراء سيميتس:«نشكر الأمريكيين»، التي قالها من أمام البرلمان أثناء مناقشة ذات صلة في سجلات البلد، وقد فسرها الكثيرون على أنها مهينة للبلاد.

## نظام الجزر
إيميا هي مجموعة جزر في دوديكانيسيا. واعطيت تلك الجزر لليونان بعد نهاية الحرب العالمية الثانية وفقًا للمادة 14 من معاهدة باريس (1947) حيث منحت إيطاليا اليونان السيادة الكاملة لجزر دوديكانيسيا المذكورة: أستيباليا ورودس وتشالكي وكارباثوس وكاسوس وتيلوس ونيسيروس وكاليمنوس وليروس وباتموس ولايبسوس وسيمي وكوس وكاستيلوريزو وكذلك الجزر الصغيرة المجاورة. في اتفاقية ثنائية سابقة في 1932 بين إيطاليا وتركيا، تم جعل إيميا في خريطة مع الأراضي الإيطالية. وبعد الحرب، أضحت جميع الممتلكات الإيطالية في دوديكانيسيا ضمن الملكية اليونانية، ومن بينها جزر إيميا. قبلت تركيا سيادة اليونان على هذه الجزر.
وفق المادة 189 من القانون المدني داخل المياه الإقليمية اليونانية، يُمنح الحق في تقديم المساعدة البحرية فقط لقوارب القطر أو قوارب النجاة التي ترفع العلم اليوناني.

## البداية
في 25 ديسمبر 1995 جنحت سفينة الشحن التركية فيجن أكات على صخور إيميا (كارداك) على بعد 6.1 كيلومتر (3.8 ميل) من بودروم في بحر إيجه. فاتصلت السلطات اليونانية بقبطان السفينة وعرضت عليه المساعدة. وذكر ربان السفينة أن الصخور هي في المياه الإقليمية التركية ولم يطلب مساعدتها. تمكنت السفينة من الافلات بمحركاتها الخاصة.
ادعت كل من اليونان وتركيا أن الصخور المعنية هي من ضمن حدودهما. تصدرت صحيفة يونانية عناوين الصحف وأعلنتها للجمهور. بعد ذلك قام عمدة إحدى الجزر المجاورة مع كاهن يوناني بوضع العلم اليوناني على الصخور في الشرق وغنى النشيد اليوناني. وفقًا لأونور أويمن وكيل وزارة الخارجية في ذلك الوقت كانت اليونان قد بدأت أزمة بإرسال مذكرات لهم والادعاء بأن الصخور هي داخل حدودها. ولم تحدد المعاهدات ملكية الصخور المعنية. كما أرسل الجانب التركي مذكرة كرد فعل. وفي وقت لاحق في 27 يناير قام صحفيون أتراك بإنزال العلم اليوناني ووضع العلم التركي على الصخرة. عندئذٍ أنزل الجيش اليوناني جنودًا على الصخور وحاصروها من البحر.
وفي ليلة 29 يناير 1996 انعقد اجتماع في العاصمة أنقرة برئاسة رئيس الوزراء آنذاك تانسو تشيلر ووزير الخارجية دنيز بايقال وقائد القوات البحرية جوفين إركايا؛ حول كيفية الرد على اليونان. وقالت تانسو تشيلر في ذلك الوقت هذا العلم سينزل وسيذهب ذلك الجندي. وقالت أن القوات المسلحة التركية جاهزة للحرب وطالبت بإنزال الجنود على الصخور في الغرب في أسرع وقت ممكن. مع تصريح تانسو شيلر وانزال البحرية التركية في المياه الدولية، نشأت أزمة وواجه البلدان الحرب.
كان من المفترض أن تمر القوات الخاصة التركية بالسفن اليونانية وأن تتسلل إلى الجزيرة في الشرق. لذا تم توجيه كوماندوز بحري إلى مطار أتاتورك للعملية. لم تكتمل استعدادات الكوماندوز ولم يسمح قائد الطائرة التي ستقلهم إلى بودروم بنقل الوقود الذي سيستخدمونه في القوارب المجاورة لهم إلى الطائرة. فذهب الكوماندوز إلى بودروم بعبوات وقود فارغة. وفي ليلة 30 يناير 1996 وصلت قوات الكوماندوز إلى المخيم العسكري في بودروم.
وفقا للمقابلات التي أجرتها قوات الكوماندوز البحري الذين شاركوا في العملية، كانت العملية هي عملية خداع. اثنا عشر من الكوماندوز برفقة سفينة خفر السواحل تتقدم نحو السفن اليونانية بزورقين. سيظهر أن مروحيات سيكورسكي التركية تقوم بإنزال القوات على فرقاطة التركية تي سي جي ياوز (TCG Yavuz) مما يصرف انتباه الأسطول اليوناني، بينما يغادر الكوماندوز السفينة ويتسللون إلى صخور إيميا (كارداك) الغربية خلف السفن اليونانية الكبيرة والصغيرة بالقوارب. إذا لم تنجح قوات الكوماندوز سات، فإن المروحيات ستنقل الأفراد إلى الصخور من الجو.
لإمداد الكوماندوز من مؤونة ووقود، تم شراء ذلك من السوق المحلي. وبمساعدة السكان المحليين أبحر الكوماندوز في وقت قصير. وبخداع المروحيات نجحت القوارب في الوصول إلى صخور كارداك الغربية. تم إنزال العلم اليوناني على الجزيرة من قبل الكوماندوز التركي ووضع العلم التركي مكانه.
أثار نبأ رفع العلم التركي بهجة كبيرة في أنقرة. وصلت هذه الأخبار أيضًا إلى الولايات المتحدة. وقد دعا الرئيس الأمريكي بيل كلينتون كلا الجانبين إلى ضبط النفس، قائلاً إن هناك قضايا ومصالح مشتركة أكثر أهمية في المنطقة من الصخور الصغيرة. واتصل ريتشارد هولبروك مساعد وزيرة الخارجية الأمريكية فجرًا بوكيل وزارة الخارجية التركي أونور أويمن لتأكيد الخبر. في أحد طرفي الخط كان وزير الخارجية اليوناني ثيودوروس بانغالوس. أخبر هولبروك أونور أويمن «سمعنا أن تركيا تخطط لإنزال قوات في كارداك هل هذا صحيح؟» قال أويمن: «لا لا توجد مثل هذه الخطة، فالجنود موجودون بالفعل». وأكد النبأ، فأرسلت اليونان مروحية إلى الجزيرة لمعرفة ما إذا كان الجنود الأتراك قد مروا بالسفن اليونانية وهبطوا في الجزيرة. بعد رحلة الاستطلاع تم تأكيد الوجود العسكري للأتراك على الصخور في حوالي الساعة الثالثة صباحًا. وبحسب وسائل الإعلام التركية تعطلت المروحية اليونانية التي قامت برحلة استطلاعية ورفضت عرض الفرقاطة ياوز للمساعدة. فتحطمت المروحية اليونانية وقتل طاقمها المكون من ثلاثة أفراد.
أونور أويمن أخبر هولبروك أنهم جربوا جميع الأساليب الدبلوماسية وأن على اليونان سحب قواتها لحل الأزمة. وفقًا لأونور أويمن استمرت الاتصالات حتى الصباح ووافق الجانب اليوناني على سحب جنودهم وإنزال أعلامهم بشرط أن يفعل الأتراك الشيء نفسه. تم قبول الاقتراح بعد إحالته إلى وزارة الخارجية والحكومة. وفي حوالي الساعة الخامسة صباحًا توصل الجانبان إلى اتفاق. فسحب كلا الجانبين جنودهما من فوق الصخور وأنزلوا أعلامهم فخمدت الأزمة.

## تطورات ما بعد الأزمة
عندما نشر الأتراك قواتهم في منحدرات كارداك الغربية سنة 1996، اقترح رئيس الأركان اليوناني قصف المنحدرات حتى لو كانت النتيجة حربًا. فطلب منه كوستاس سميتيس الاستقالة بعد تلك الأحداث.
في 8 أكتوبر 1996 واجه زوج من طائرات ميراج 2000 اليونانية طائرتين تركيتين من طراز جنرال دايناميكس إف-16 فايتينغ فالكون بالقرب من خيوس في بحر إيجه. كانت طائرات F-16 ترافق مهمة محاكاة SEAD (أربع طائرات تركية من طراز F-4E). بعد معركة طويلة وعنيفة يُزعم أن إحدى طائرات F-16 التركية أُسقطت بصاروخ جو-جو ماجيك 2 من ميراج 2000. وقد ذكرت السلطات اليونانية إن الطائرة تحطمت بسبب عطل ميكانيكي، في حين قالت وزارة الدفاع التركية في سنة 2014 إن طيارًا يونانيًا أسقطها. وذكرت بعض وسائل الإعلام اليونانية أن الحادث كان عرضيًا وأن الطائرة التركية أسقطت عن غير قصد حيث قتل الطيار التركي، بينما أنقذت مروحية يونانية طيار المقعد الخلفي وسلمته للجانب التركي. عرضت اليونان رسميًا مساعدة تركيا في جهودها للعثور على الطائرات الحربية التركية واستعادتها.
في يناير 2013 قال نائب حزب الفجر الذهبي اليوناني إلياس بانايوتاروس في خطابه في البرلمان أنه إذا لم تقم الحكومة اليونانية بغرس العلم اليوناني في كارداك، فإنهم سيفعلون ذلك بأنفسهم. وقال زعيم الحزب نيكوس ميخالولياكوس إن ليلة 30 يناير عندما تسلق الكوماندوز الأتراك الصخور ورفعوا العلم التركي كانت «ليلة عار» بالنسبة لهم.
وفي فبراير 2013 قال المحامي ناسوس ثيودوريديس عضو لجنة حقوق الإنسان في حزب الائتلاف اليساري الراديكالي (سيريزا)، "أعتقد أن اسم إيميا هو كارداك. وعندما تركت إيطاليا جزر دوديكانيسيا إلى اليونان شملت صخور قريبة من هذه الجزر، كارداك هي أقرب لتركيا مقارنة بجزيرة كيليملي. فتم عزله من لجنة حقوق الإنسان، وذكرت سيريزا أن ثيودوريديس عبر عن آرائه الخاصة وليس آراء الحزب. وقالت وسائل الإعلام اليونانية: أن ثيودوريديس أدلى بتعليقات خيانة.